# Donduk-Ombo
Donduk-Ombo (zm. 21 marca 1741) – chan Kałmuków Nadwołżańskich w latach 1735-1741.
Po przyjęciu przez żonę Dżan wraz z dziećmi w 1743 chrześcijaństwa nazwisko zostało zmienione na Dondukov, a rodzina otrzymała tytuł książęcy.